# Ahmet Bilek

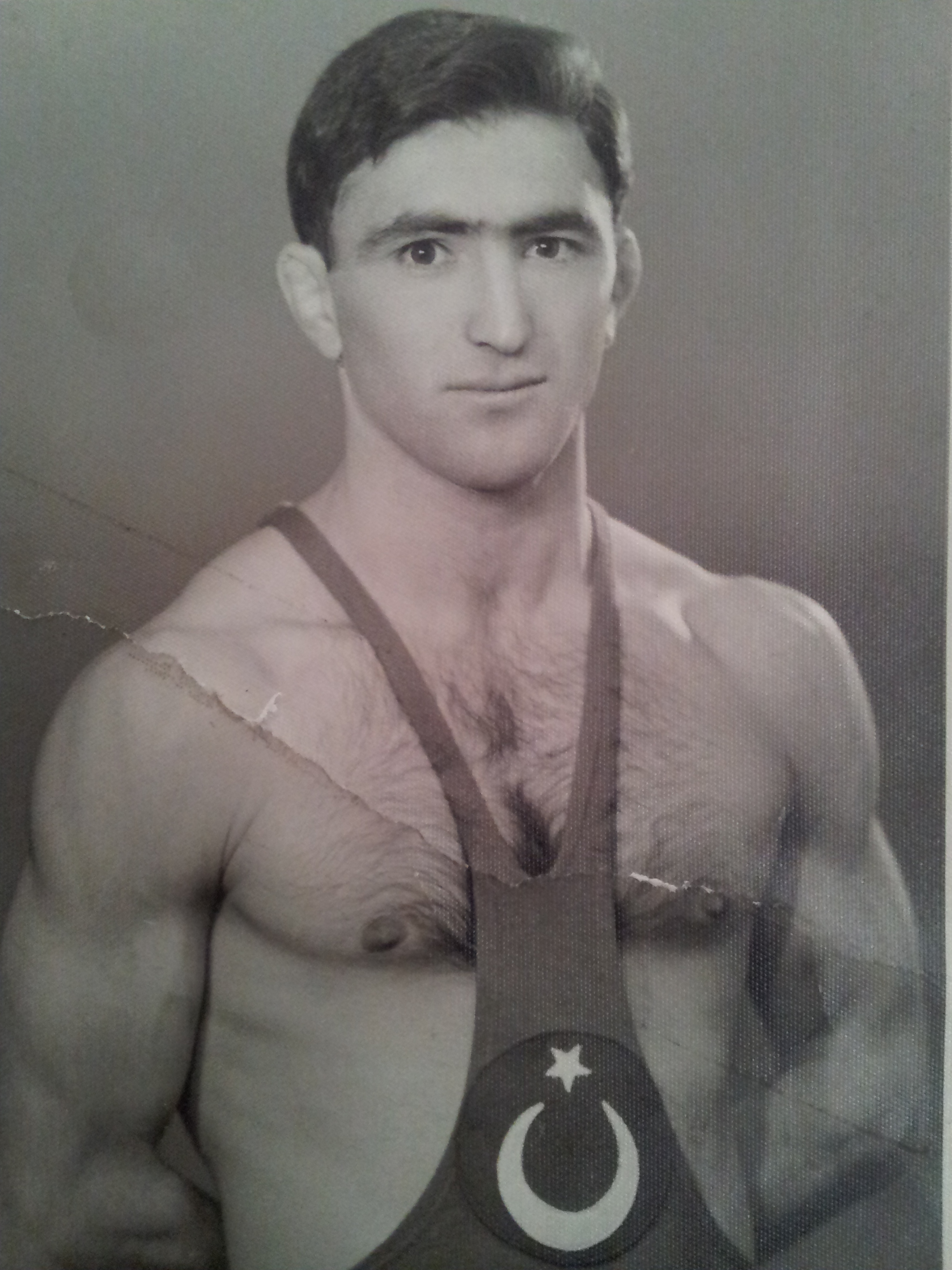
Ahmet Bilek (Juli 1953)

Ahmet Bilek (* 15. März 1932 in Kula, Manisa; † 4. Oktober 1970 in Bischmisheim, Deutschland) war ein türkischer Ringer. Er war Olympiasieger 1960 in Rom im freien Stil im Fliegengewicht.

## Werdegang
Ahmet Bilek begann wie ein Großteil der türkischen Spitzenringer als Jugendlicher in Eskişehir beim türkischen Nationalsport Öl-Ringkampf. Noch im Jugendalter fand er den Weg zum olympischen Ringen und entwickelte sich beim Ringerclub „Demirspor“ Eskişehir schnell zu einem ausgezeichneten Ringer in beiden Stilarten. 1950 war er als 17-Jähriger schon dabei, als eine Auswahlmannschaft Izmir/Eskişehir gegen die deutsche Nationalmannschaft rang. Er unterlag damals gegen Heinrich Weber (Ringer, 1923) aus Göppingen knapp nach Punkten. Gegen Weber unterlag er 1952 auch in einem offiziellen Länderkampf nach Punkten.
1953 wurde er bei der Weltmeisterschaft im griech.-röm. Stil in Neapel im Fliegengewicht eingesetzt. Er schlug gleich voll ein, gewann u. a. über die starken Ringer Dumitru Pârvulescu aus Rumänien und Ignazio Fabra aus Italien und scheiterte im Endkampf nur knapp an dem sowjetischen Olympiasieger von 1952 Boris Gurewitsch.
In den nächsten Jahren stagnierte Ahmet etwas und konnte sich gegen die starken Konkurrenten im eigenen Lande wie z. B. Dursun Ali Eğribaş, Hüseyin Akbaş und Mehmet Kartal nicht durchsetzen. Erst 1959 wurde er wieder türkischer Meister im Fliegengewicht. Bei der Weltmeisterschaft des gleichen Jahres in Teheran im freien Stil gewann er erneut die Silbermedaille. Er blieb zwar ungeschlagen, aber zwei unentschiedene Kämpfe gegen Mohammad Ali Khojastepour aus dem Iran und Ali Alijew aus der Sowjetunion kosteten ihm den Weltmeistertitel.
Seine große Stunde schlug aber bei den Olympischen Spielen 1960 in Rom. Er gewann fünf Kämpfe und wurde trotz einer Niederlage gegen Ali Alijew Olympiasieger.
1963 startete er in Helsingborg ein letztes Mal bei einer Weltmeisterschaft. Diesmal trat er im griech.-röm. Stil an, konnte sich aber nicht durchsetzen und kam nur auf den 8. Platz.
Danach ging Ahmet Bilek in die Bundesrepublik Deutschland und rang lange Jahre für den Kraftsportverein Köllerbach in der deutschen Bundesliga. Nach gesundheitlichen Problemen beging er im Jahre 1970 Selbstmord.
Ahmet Bilek war verheiratet und hatte eine Tochter.

## Internationale Erfolge
(OS = Olympische Spiele, WM = Weltmeisterschaft, GR = griech.-röm. Stil, F = Freistil, Fl = Fliegengewicht, damals bis 52 kg Körpergewicht)
- 1953, 2. Platz, WM in Neapel, GR, Fl, mit Siegen über Dumitru Pârvulescu, Rumänien, Anton Valteiner, Österreich, Edmond Faure, Frankreich, Maurice Mewis, Belgien, u. Ignazio Fabra, Italien u. einer Niederlage gegen Boris Gurewitsch, UdSSR;
- 1955, 1. Platz, Mittelmeerspiele in Barcelona, GR, Fl, vor Osman, Ägypten u. Nahle, Libanon;
- 1956, 1. Platz, „Opatija“-Pokalturnier in Pula, F, Fl, vor Völgyi, Ungarn u. Karl-Heinz Meyer, BRD;
- 1959, 2. Platz, WM in Teheran, F, Fl, mit Siegen über Maurice Mewis, Mohammad Niaz-Din, Pakistan u. Nikola Dimitrow, Bulgarien u. Unentschieden gegen Mohammad Ali Khojastepour, Iran u. Ali Alijew, UdSSR;
- 1960, Goldmedaille, OS in Rom, F, Fl, mit Siegen über Elliott Simons, USA, Masayuki Matsubara, Japan, Mohammad Niaz-Din, Mohammad Saifepour, Iran u. Paul Neff, BRD u. trotz einer Niederlage gegen Ali Alijew;
- 1963, 8. Platz, WM in Helsingborg, GR, Fl, mit Siegen über Maurice Mewis u. Josef Kolár, CSSR u. Niederlagen gegen Angel Keresow, Bulgarien u. Ignazio Fabra